# Sonolor (equip ciclista)
L'equip Sonolor, conegut posteriorment com a Gitane-Campagnolo, va ser un equip ciclista francès que competí professionalment entre el 1969 i 1977.
Va néixer com a hereu de l'antic Pelforth-Sauvage-Lejeune. Al dissoldre's a final de 1973 l'equip Gitane-Frigécrème, va rebre la majoria de la seva plantilla i el seu patrocinador. Quan Renault va adquirir la fàbrica de bicicletes Gitane, l'equip ja va passar a ser Renault-Gitane.

## Principals resultats
- Gran Premi del Midi Libre: Walter Ricci (1970), Alain Meslet (1976)
- Trofeu dels Escaladors: Lucien Aimar (1970), Lucien Van Impe (1976)
- París-Bourges: Walter Ricci (1971)
- Gran Premi de Fourmies: Barry Hoban (1971), Willy Teirlinck (1974)
- Étoile de Bessèges: Jean-Luc Molinéris (1971, 1972), Robert Mintkiewicz (1973)
- Quatre dies de Dunkerque: Yves Hézard (1972)
- París-Camembert: José Catieau (1972), Raymond Martin (1975), Bernard Hinault (1976)
- Tour del Nord: Michel Roques (1973)
- Tour de l'Oise i del Somme: Robert Mintkiewicz (1974)
- GP Ouest France-Plouay: Raymond Martin (1974), Jacques Bossis (1976, 1977)
- Circuit de La Sarthe: Bernard Hinault (1975)
- Tour de l'Aude: Bernard Hinault (1976)
- Tour del Llemosí: Bernard Hinault (1976, 1977)
- Lieja-Bastogne-Lieja: Bernard Hinault (1977)
- Gant-Wevelgem: Bernard Hinault (1977)
- Dauphiné Libéré: Bernard Hinault (1977)
- Gran Premi de les Nacions: Bernard Hinault (1977)
- Critèrium Nacional de la Ruta: Jean Chassang (1977)

### A les grans voltes
- Volta a Espanya
  - 0 participacions:
- Tour de França
  - 9 participacions (1969, 1970, 1971, 1972, 1973, 1974, 1975, 1976, 1977)
  - 14 victòries d'etapa:
    - 5 el 1972: Yves Hézard, Willy Teirlinck (3), Lucien Van Impe
    - 3 el 1973: Willy Teirlinck, Lucien Van Impe, Claude Tollet
    - 2 el 1975: Lucien Van Impe (2)
    - 1 el 1976: Lucien Van Impe
    - 3 el 1977: Pierre-Raymond Villemiane, Bernard Quilfen, Alain Meslet

  - 1 victòries final:
    - Lucien Van Impe (1976)

  - 6 classificacions secundàries:
    - Gran Premi de la muntanya: Lucien Van Impe (1971, 1972, 1975)
    - Classificació dels esprints intermedis: Willy Teirlinck (1972), Robert Mintkiewicz (1976), Pierre-Raymond Villemiane (1977)
- Giro d'Itàlia
  - 0 participacions

## Composició de l'equip
| \| Llista de l'equip 1969 \| Llista de l'equip 1969 \| Llista de l'equip 1969 \| Llista de l'equip 1969 \| \| Ciclista \| Data de naixement \| Equip previ \| \| \| ------------------------------------------------ \| ---------------------- \| ------------------------------- \| ---------------------- \| \| Stéphane Abrahamian \| 5 de setembre de 1946 \| \| \| \| Joël Blevin (1 de gen–31 de maig) \| 13 de març de 1947 \| Pelforth-Sauvage-Lejeune (1968) \| \| \| Michel Bon (1 de gen–19 de feb, Nota) \| 9 de setembre de 1944 \| Frimatic-de Gribaldy (1968) \| \| \| José Catieau \| 17 de juliol de 1946 \| Pelforth-Sauvage-Lejeune (1968) \| \| \| Philippe Crépel \| 12 de gener de 1945 \| Pelforth-Sauvage-Lejeune (1968) \| \| \| Willy De Waele (1 de set–31 de des) \| 24 de octubre de 1944 \| \| \| \| Édouard Delberghe \| 4 de octubre de 1935 \| Pelforth-Sauvage-Lejeune (1968) \| \| \| Aimable Denhez \| 30 de novembre de 1941 \| \| \| \| Jean-Pierre Ducasse (1 de gen–19 de feb, Nota) \| 16 de juliol de 1944 \| \| \| \| Fernand Etter \| 4 de agost de 1941 \| \| \| \| Roger Gilson (2 de juny–31 de des) \| 19 de setembre de 1947 \| \| \| \| Jean Graczyk \| 26 de maig de 1933 \| Margnat-Paloma-Dunlop (1964) \| \| \| Bernard Guyot \| 19 de novembre de 1945 \| Pelforth-Sauvage-Lejeune (1968) \| \| \| Claude Guyot \| 16 de gener de 1947 \| Pelforth-Sauvage-Lejeune (1968) \| \| \| Henri Heintz \| 17 de juliol de 1946 \| Pelforth-Sauvage-Lejeune (1968) \| \| \| Jean-Pierre Huby \| 18 de març de 2025 \| \| \| \| René Panagiotis \| 3 de agost de 1946 \| \| \| \| Francisco Perez Rodriguez \| 1 de novembre de 1945 \| \| \| \| Michel Quinchon \| 28 de agost de 1949 \| \| \| \| Yves Ravaleu \| 5 de setembre de 1945 \| \| \| \| Jean-Claude Theillière \| 23 de maig de 1944 \| BiC (1968) \| \| \| Christiaan Van de Gehuchte (18 de ago–31 de des) \| 1 de juny de 1945 \| \| \| \| Lucien Van Impe (26 de juny–31 de des) \| 20 de octubre de 1946 \| \| \| \| André Wilhelm \| 7 de febrer de 1943 \| \| \| \| André Zimmermann \| 20 de febrer de 1939 \| Peugeot-BP-Michelin (1968) \| \| \| \| \| \| \| \| Font: Cycling Archives \| \| \| \|Nota: Stéphane Abrahamian Nota: Michel Bon, mort Nota: Jean-Pierre Ducasse, mort |                        |                                 |  |
| Llista de l'equip 1969 |                        |                                 |  |
| Ciclista | Data de naixement      | Equip previ                     |  |
| Stéphane Abrahamian | 5 de setembre de 1946  |                                 |  |
| Joël Blevin (1 de gen–31 de maig) | 13 de març de 1947     | Pelforth-Sauvage-Lejeune (1968) |  |
| Michel Bon (1 de gen–19 de feb, Nota) | 9 de setembre de 1944  | Frimatic-de Gribaldy (1968)     |  |
| José Catieau | 17 de juliol de 1946   | Pelforth-Sauvage-Lejeune (1968) |  |
| Philippe Crépel | 12 de gener de 1945    | Pelforth-Sauvage-Lejeune (1968) |  |
| Willy De Waele (1 de set–31 de des) | 24 de octubre de 1944  |                                 |  |
| Édouard Delberghe | 4 de octubre de 1935   | Pelforth-Sauvage-Lejeune (1968) |  |
| Aimable Denhez | 30 de novembre de 1941 |                                 |  |
| Jean-Pierre Ducasse (1 de gen–19 de feb, Nota) | 16 de juliol de 1944   |                                 |  |
| Fernand Etter | 4 de agost de 1941     |                                 |  |
| Roger Gilson (2 de juny–31 de des) | 19 de setembre de 1947 |                                 |  |
| Jean Graczyk | 26 de maig de 1933     | Margnat-Paloma-Dunlop (1964)    |  |
| Bernard Guyot | 19 de novembre de 1945 | Pelforth-Sauvage-Lejeune (1968) |  |
| Claude Guyot | 16 de gener de 1947    | Pelforth-Sauvage-Lejeune (1968) |  |
| Henri Heintz | 17 de juliol de 1946   | Pelforth-Sauvage-Lejeune (1968) |  |
| Jean-Pierre Huby | 18 de març de 2025     |                                 |  |
| René Panagiotis | 3 de agost de 1946     |                                 |  |
| Francisco Perez Rodriguez | 1 de novembre de 1945  |                                 |  |
| Michel Quinchon | 28 de agost de 1949    |                                 |  |
| Yves Ravaleu | 5 de setembre de 1945  |                                 |  |
| Jean-Claude Theillière | 23 de maig de 1944     | BiC (1968)                      |  |
| Christiaan Van de Gehuchte (18 de ago–31 de des) | 1 de juny de 1945      |                                 |  |
| Lucien Van Impe (26 de juny–31 de des) | 20 de octubre de 1946  |                                 |  |
| André Wilhelm | 7 de febrer de 1943    |                                 |  |
| André Zimmermann | 20 de febrer de 1939   | Peugeot-BP-Michelin (1968)      |  |
| |                        |                                 |  |
| Font: Cycling Archives |                        |                                 |  |

| \| Llista de l'equip 1976 \| Llista de l'equip 1976 \| Llista de l'equip 1976 \| Llista de l'equip 1976 \| \| Ciclista \| Data de naixement \| Equip previ \| \| \| ------------------------- \| ---------------------- \| ------------------------ \| ---------------------- \| \| Hubert Arbès \| 9 de gener de 1950 \| \| \| \| Jacques Bossis \| 22 de desembre de 1952 \| \| \| \| André Chalmel \| 10 de octubre de 1949 \| Gitane-Frigécrème (1976) \| \| \| Jean Chassang \| 8 de febrer de 1951 \| \| \| \| René Dillen \| 18 de juny de 1951 \| \| \| \| Jean-Jacques Fussien \| 21 de gener de 1952 \| \| \| \| Bernard Hinault \| 14 de novembre de 1954 \| Gitane-Frigécrème (1976) \| \| \| Guy Leleu \| 4 de febrer de 1950 \| \| \| \| Raymond Martin \| 22 de maig de 1949 \| \| \| \| Alain Meslet \| 8 de febrer de 1950 \| Gitane-Frigécrème (1976) \| \| \| Robert Mintkiewicz \| 14 de octubre de 1947 \| \| \| \| Bernard Quilfen \| 20 de abril de 1949 \| \| \| \| Alain Santy \| 28 de agost de 1949 \| Gitane-Frigécrème (1976) \| \| \| Willy Teirlinck \| 10 de agost de 1948 \| \| \| \| Lucien Van Impe \| 20 de octubre de 1946 \| \| \| \| Sylvain Vasseur \| 28 de febrer de 1946 \| \| \| \| Pierre-Raymond Villemiane \| 12 de març de 1951 \| \| \| \| \| \| \| \| \| Font: Cycling Archives \| \| \| \|Nota: Hubert Arbès |                        |                          |  |
| Llista de l'equip 1976 |                        |                          |  |
| Ciclista | Data de naixement      | Equip previ              |  |
| Hubert Arbès | 9 de gener de 1950     |                          |  |
| Jacques Bossis | 22 de desembre de 1952 |                          |  |
| André Chalmel | 10 de octubre de 1949  | Gitane-Frigécrème (1976) |  |
| Jean Chassang | 8 de febrer de 1951    |                          |  |
| René Dillen | 18 de juny de 1951     |                          |  |
| Jean-Jacques Fussien | 21 de gener de 1952    |                          |  |
| Bernard Hinault | 14 de novembre de 1954 | Gitane-Frigécrème (1976) |  |
| Guy Leleu | 4 de febrer de 1950    |                          |  |
| Raymond Martin | 22 de maig de 1949     |                          |  |
| Alain Meslet | 8 de febrer de 1950    | Gitane-Frigécrème (1976) |  |
| Robert Mintkiewicz | 14 de octubre de 1947  |                          |  |
| Bernard Quilfen | 20 de abril de 1949    |                          |  |
| Alain Santy | 28 de agost de 1949    | Gitane-Frigécrème (1976) |  |
| Willy Teirlinck | 10 de agost de 1948    |                          |  |
| Lucien Van Impe | 20 de octubre de 1946  |                          |  |
| Sylvain Vasseur | 28 de febrer de 1946   |                          |  |
| Pierre-Raymond Villemiane | 12 de març de 1951     |                          |  |
| |                        |                          |  |
| Font: Cycling Archives |                        |                          |  |

| \| Llista de l'equip 1976 \| Llista de l'equip 1976 \| Llista de l'equip 1976 \| Llista de l'equip 1976 \| \| Ciclista \| Data de naixement \| Equip previ \| \| \| ------------------------- \| ---------------------- \| ------------------------ \| ---------------------- \| \| Hubert Arbès \| 9 de gener de 1950 \| \| \| \| Jacques Bossis \| 22 de desembre de 1952 \| \| \| \| André Chalmel \| 10 de octubre de 1949 \| Gitane-Frigécrème (1976) \| \| \| Jean Chassang \| 8 de febrer de 1951 \| \| \| \| René Dillen \| 18 de juny de 1951 \| \| \| \| Jean-Jacques Fussien \| 21 de gener de 1952 \| \| \| \| Bernard Hinault \| 14 de novembre de 1954 \| Gitane-Frigécrème (1976) \| \| \| Guy Leleu \| 4 de febrer de 1950 \| \| \| \| Raymond Martin \| 22 de maig de 1949 \| \| \| \| Alain Meslet \| 8 de febrer de 1950 \| Gitane-Frigécrème (1976) \| \| \| Robert Mintkiewicz \| 14 de octubre de 1947 \| \| \| \| Bernard Quilfen \| 20 de abril de 1949 \| \| \| \| Alain Santy \| 28 de agost de 1949 \| Gitane-Frigécrème (1976) \| \| \| Willy Teirlinck \| 10 de agost de 1948 \| \| \| \| Lucien Van Impe \| 20 de octubre de 1946 \| \| \| \| Sylvain Vasseur \| 28 de febrer de 1946 \| \| \| \| Pierre-Raymond Villemiane \| 12 de març de 1951 \| \| \| \| \| \| \| \| \| Font: Cycling Archives \| \| \| \|Nota: Hubert Arbès |                        |                          |  |
| Llista de l'equip 1976 |                        |                          |  |
| Ciclista | Data de naixement      | Equip previ              |  |
| Hubert Arbès | 9 de gener de 1950     |                          |  |
| Jacques Bossis | 22 de desembre de 1952 |                          |  |
| André Chalmel | 10 de octubre de 1949  | Gitane-Frigécrème (1976) |  |
| Jean Chassang | 8 de febrer de 1951    |                          |  |
| René Dillen | 18 de juny de 1951     |                          |  |
| Jean-Jacques Fussien | 21 de gener de 1952    |                          |  |
| Bernard Hinault | 14 de novembre de 1954 | Gitane-Frigécrème (1976) |  |
| Guy Leleu | 4 de febrer de 1950    |                          |  |
| Raymond Martin | 22 de maig de 1949     |                          |  |
| Alain Meslet | 8 de febrer de 1950    | Gitane-Frigécrème (1976) |  |
| Robert Mintkiewicz | 14 de octubre de 1947  |                          |  |
| Bernard Quilfen | 20 de abril de 1949    |                          |  |
| Alain Santy | 28 de agost de 1949    | Gitane-Frigécrème (1976) |  |
| Willy Teirlinck | 10 de agost de 1948    |                          |  |
| Lucien Van Impe | 20 de octubre de 1946  |                          |  |
| Sylvain Vasseur | 28 de febrer de 1946   |                          |  |
| Pierre-Raymond Villemiane | 12 de març de 1951     |                          |  |
| |                        |                          |  |
| Font: Cycling Archives |                        |                          |  |

| \| Llista de l'equip 1977 \| Llista de l'equip 1977 \| Llista de l'equip 1977 \| Llista de l'equip 1977 \| \| Ciclista \| Data de naixement \| Equip previ \| \| \| ------------------------- \| ---------------------- \| ----------------------------- \| ---------------------- \| \| Hubert Arbès \| 9 de gener de 1950 \| \| \| \| Roland Berland \| 26 de febrer de 1945 \| Super Ser (1976) \| \| \| Jacques Bossis \| 22 de desembre de 1952 \| \| \| \| André Chalmel \| 10 de octubre de 1949 \| Gitane-Frigécrème (1977) \| \| \| Jean Chassang \| 8 de febrer de 1951 \| \| \| \| Gilbert Chaumaz \| 12 de gener de 1953 \| \| \| \| Patrick Cluzaud \| 16 de febrer de 1952 \| \| \| \| Bernard Hinault \| 14 de novembre de 1954 \| Gitane-Frigécrème (1977) \| \| \| Alain Meslet \| 8 de febrer de 1950 \| Gitane-Frigécrème (1977) \| \| \| Robert Mintkiewicz \| 14 de octubre de 1947 \| \| \| \| Gérard Moneyron \| 17 de gener de 1948 \| Gan-Mercier-Hutchinson (1976) \| \| \| Michel Périn \| 20 de maig de 1947 \| Gan-Mercier-Hutchinson (1976) \| \| \| Bernard Quilfen \| 20 de abril de 1949 \| \| \| \| Willy Teirlinck \| 10 de agost de 1948 \| \| \| \| Sylvain Vasseur \| 28 de febrer de 1946 \| \| \| \| Pierre-Raymond Villemiane \| 12 de març de 1951 \| \| \| \| \| \| \| \| \| Font: Cycling Archives \| \| \| \|Nota: Hubert Arbès |                        |                               |  |
| Llista de l'equip 1977 |                        |                               |  |
| Ciclista | Data de naixement      | Equip previ                   |  |
| Hubert Arbès | 9 de gener de 1950     |                               |  |
| Roland Berland | 26 de febrer de 1945   | Super Ser (1976)              |  |
| Jacques Bossis | 22 de desembre de 1952 |                               |  |
| André Chalmel | 10 de octubre de 1949  | Gitane-Frigécrème (1977)      |  |
| Jean Chassang | 8 de febrer de 1951    |                               |  |
| Gilbert Chaumaz | 12 de gener de 1953    |                               |  |
| Patrick Cluzaud | 16 de febrer de 1952   |                               |  |
| Bernard Hinault | 14 de novembre de 1954 | Gitane-Frigécrème (1977)      |  |
| Alain Meslet | 8 de febrer de 1950    | Gitane-Frigécrème (1977)      |  |
| Robert Mintkiewicz | 14 de octubre de 1947  |                               |  |
| Gérard Moneyron | 17 de gener de 1948    | Gan-Mercier-Hutchinson (1976) |  |
| Michel Périn | 20 de maig de 1947     | Gan-Mercier-Hutchinson (1976) |  |
| Bernard Quilfen | 20 de abril de 1949    |                               |  |
| Willy Teirlinck | 10 de agost de 1948    |                               |  |
| Sylvain Vasseur | 28 de febrer de 1946   |                               |  |
| Pierre-Raymond Villemiane | 12 de març de 1951     |                               |  |
| |                        |                               |  |
| Font: Cycling Archives |                        |                               |  |